# Landkreis Hildesheim
Der Landkreis Hildesheim ist ein Landkreis im Süden von Niedersachsen. Das Landkreisgebiet deckt sich mit dem gleichnamigen Landschaftsverband.

## Geographie

### Lage und Naturräume
Der Landkreis Hildesheim wird durch eine Vielzahl landschaftlich reizvoller Erscheinungsformen geprägt, vor allem bedingt durch den Übergang vom Mittelgebirge in die Norddeutsche Tiefebene. Daher kann der Landkreis grob in vier Naturräume unterschieden werden: die westliche, dichtbesiedelte Hildesheimer Börde und Calenberger Lößbörde, sowie das östlich gelegene, waldreiche untere Innerstebergland und Leinebergland. Eher im südlichen Kreisgebiet sind die Gebirgs- und Höhenzüge wie der Osterwald, Thüster Berg, Ith, Hils, die Sieben Berge, die Vorberge, der Hildesheimer Wald, der Duinger Wald, Hainberg, Sackwald und Selter zu finden. Das Gebiet im südöstlichen Kreisgebiet bei Bockenem im Einzugsgebiet der Nette wird Ambergau genannt.
Vom südöstlichen Rand des Landkreises Hildesheim zieht sich die Innerste von Grasdorf, über Hildesheim bis zum nordwestlichen Rand des Kreises nach Ruthe, wo sie in die Leine mündet. Im westlichen Landkreis fließt die Leine durch die Städte Alfeld und Gronau. Weitere Fließgewässer von Bedeutung sind die Lamme, welche von Lamspringe kommend durch Bad Salzdetfurth fließt und bei Klein Düngen in die Innerste mündet. Die Nette fließt durch den Ambergau bei Bockenem und mündet bei Derneburg in die Innerste. Im Norden des Landkreises verläuft der Stichkanal Hildesheim vom Hildesheimer Hafen nördlich zum Mittellandkanal.
Der Landkreis Hildesheim hat eine Nord-Süd-Ausdehnung von 45 km (Ummeln bis Wetteborn), eine von West nach Ost von 49 km (Capellenhagen bis Söhlde). Die im Kreis als Oberzentrum zentral gelegene Stadt Hildesheim liegt bei etwa 83 m. Der höchste Punkt im Landkreis Hildesheim ist die Bloße Zelle mit 480,4 m im Hils bei Coppengrave, der tiefste Punkt mit 59 m in der Niederung von Ruthe. Die durchschnittliche Jahrestemperatur liegt bei 8,5 °C.

### Nachbarkreise
Der Landkreis grenzt im Uhrzeigersinn im Nordwesten beginnend an die Region Hannover, an den Landkreis Peine, an die kreisfreie Stadt Salzgitter, an die Exklave Baddeckenstedt des Landkreises Wolfenbüttel sowie an die Landkreise Goslar, Northeim, Holzminden und Hameln-Pyrmont.

### Gliederung
In Klammern die Einwohnerzahl am 31. Dezember 2023.
Einheitsgemeinden
1. Alfeld (Leine), Stadt,
selbständige Gemeinde (18.142)
2. Algermissen (7703)
3. Bad Salzdetfurth, Stadt (13.277)
4. Bockenem, Stadt (9553)
5. Diekholzen (6007)
6. Elze, Stadt (8964)
7. Freden (Leine) (4549)
8. Giesen (9356)
9. Harsum (10.972)
10. Hildesheim, Kreisstadt,
große selbständige Stadt (98.299)
11. Holle (6695)
12. Lamspringe (5546)
13. Nordstemmen (11.938)
14. Sarstedt, Stadt (19.301)
15. Schellerten (7419)
16. Sibbesse (5384)
17. Söhlde (7516)

Samtgemeinde mit ihren Mitgliedsgemeinden
* Sitz der Samtgemeindeverwaltung
| - 1. Samtgemeinde Leinebergland (17.697) 1. Duingen, Flecken (4746) 2. Eime, Flecken (2505) 3. Gronau (Leine), Stadt * (10.446) |

## Geschichte

### Altkreis Hildesheim (1885–1946)
Die frühere Geschichte des Landkreises Hildesheim geht auf die Landdrostei Hildesheim, das Fürstentum Hildesheim (bis 1802 selbständig), das Bistum Hildesheim und den sächsischen Gau Astfala zurück.
Nach der Annexion des Königreichs Hannover 1867 durch Preußen wurde am 1. April 1885 aus dem Amt Hildesheim der erste Landkreis Hildesheim gebildet. Verwaltungssitz war die Stadt Hildesheim, die kreisfrei blieb und dem Landkreis nicht angehörte. Der Landkreis Hildesheim besaß eine Fläche von 234 km². Zwischen 1885 und 1946 gehörten ihm die folgenden Gemeinden an:

#### Gemeinden
| Adlum Ahrbergen Algermissen (1936 neu gebildet) Asel Barnten Bavenstedt Bledeln Bolzum Borsum Drispenstedt (1938 zu Hildesheim) Emmerke Giften Gleidingen Gödringen | Groß Algermissen (1936 zu Algermissen) Groß Escherde Groß Förste Groß Giesen Groß Lobke Harsum Hasede Heisede Himmelsthür Hönnersum Hotteln Hüddessum Ingeln Klein Algermissen (1936 zu Algermissen) | Klein Escherde Klein Förste Klein Giesen Lühnde Machtsum Oesselse Rautenberg Ruthe Sarstedt, Stadt Sorsum Ummeln Wätzum Wehmingen Wirringen |

#### Einwohnerentwicklung
| Jahr | Einwohner |
| ---- | --------- |
| 1890 | 22.750    |
| 1900 | 25.837    |
| 1910 | 29.348    |
| 1925 | 31.516    |
| 1933 | 31.270    |
| 1939 | 33.111    |

### Landkreis Hildesheim ab 1946
Am 1. Juni 1946 wurde der erste Landkreis Hildesheim mit dem Landkreis Marienburg in Hannover, dessen Gebiet im östlichen Teil des heutigen Landkreises lag und der seinen Verwaltungssitz ebenfalls in Hildesheim hatte, zum Landkreis Hildesheim-Marienburg zusammengeschlossen.
Der ehemalige Landkreis Hildesheim wurde am 1. März 1974 im Zuge der damaligen Kreisreform durch Zusammenlegung der bis dahin kreisfreien Stadt Hildesheim mit dem größten Teil des Landkreises Hildesheim-Marienburg gebildet. Außerdem nahm der Landkreis Hildesheim sechs Gemeinden aus dem Landkreis Gandersheim und die Gemeinde Breinum aus dem Landkreis Alfeld (Leine) auf. Gleichzeitig fielen Bolzum, Wehmingen und Wirringen an den Landkreis Hannover.
Durch § 14 des Achten Gesetzes zur Verwaltungs- und Gebietsreform in Niedersachsen wurden die Altkreise Hildesheim und Alfeld mit Wirkung zum 1. August 1977 aufgelöst und ein neuer Landkreis Hildesheim gebildet. Dieser wurde dadurch erheblich vergrößert. Im Jahre 1981 wurde er um die Gemeinden Coppengrave, Duingen, Hoyershausen, Marienhagen sowie Weenzen (alle heute Samtgemeinde Leinebergland) des Landkreises Holzminden vergrößert.
In der Stadt Alfeld (Leine) ist bis heute noch ein Außensitz der Kreisverwaltung erhalten geblieben.
Eine für den 1. November 2016 geplante Fusion der Landkreise Hildesheim und Peine scheiterte im Juli 2015 in einer Abstimmung im Kreistag Hildesheim.
Am 1. November 2016 wurden folgende Gebietsveränderungen umgesetzt:
- Fusion der Mitgliedsgemeinden der Samtgemeinde Gronau (Leine), mit Ausnahme von Eime, zur neuen Stadt Gronau (Leine)
- Fusion der Mitgliedsgemeinden der Samtgemeinde Duingen zur neuen Gemeinde Duingen
- Zusammenschluss der neugebildeten Stadt Gronau (Leine) und der neugebildeten Gemeinde Duingen sowie des Fleckens Eime zur neuen Samtgemeinde Leinebergland
- Umwandlung der Samtgemeinde Freden (Leine) in die Einheitsgemeinde Freden (Leine)
- Umwandlung der Samtgemeinde Lamspringe in die Einheitsgemeinde Lamspringe
- Umwandlung der Samtgemeinde Sibbesse in die Einheitsgemeinde Sibbesse

### Einwohnerstatistik

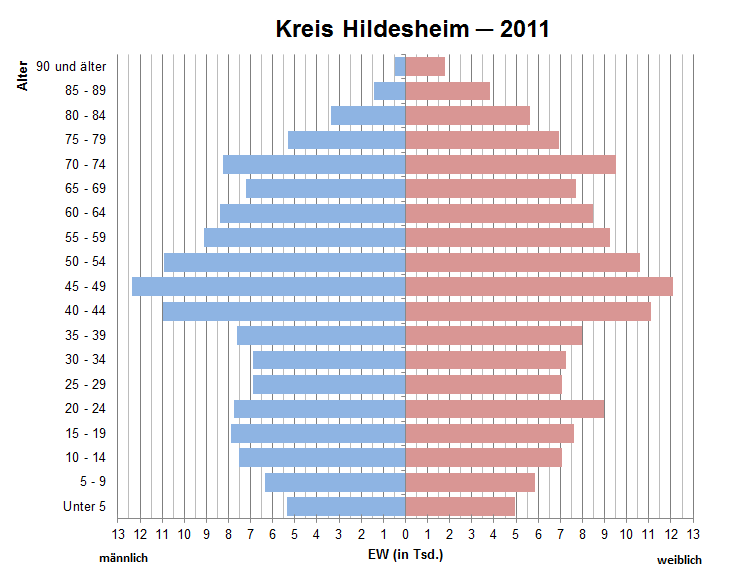
Bevölkerungspyramide für den Kreis Hildesheim (Datenquelle: Zensus 2011.)

| Jahr | Einwohner | Quelle |
| ---- | --------- | ------ |
| 1975 | 217.200   | [ 15 ] |
| 1980 | 278.800   | [ 16 ] |
| 1985 | 278.600   | [ 17 ] |
| 1990 | 285.278   | [ 18 ] |
| 1995 | 292.525   | [ 18 ] |
| 2000 | 292.979   | [ 18 ] |
| 2005 | 290.643   | [ 18 ] |
| 2010 | 283.072   | [ 18 ] |
| 2015 | 277.055   | [ 18 ] |
| 2020 | 275.464   | [ 18 ] |

### Konfessionsstatistik
Gemäß dem Zensus 2022 waren (2022) 39,4 % der Einwohner evangelisch, 19,8 % katholisch und 40,8 % konfessionslos, gehörten einer anderen Glaubensgemeinschaft an oder machten keine Angabe.

## Politik

### Landräte
- 1867–1879 Robert Hue de Grais (Freikonservative Partei)
- 1879–1896 Otto Hesse
- 1896–1902 Hans Ukert
- 1902–1922 Eduard Heye
- 1922–1929 Max Stiff (ZENTRUM)
- 1929–1937 Erich Hippler (ZENTRUM)
- 1937–1943 Hans Joachim Porath
- 1943–1945 Albert Schneider
- 1958–1961 Willi Plappert (SPD)
- 1961–1974 Kurt Grobe (SPD)
- 1974–1974 Erich Franzke (SPD)
- 1974–1996 Friedrich Deike (SPD)
- 1996–2006 Ingrid Baule (ab 2000 als hauptamtliche Landrätin)
- 2006–2016 Reiner Wegner (SPD)
- 2016–2021 Olaf Levonen (SPD)
- seit 2021 Bernd Lynack (SPD)

### Kreistag
| Kreistagswahl Hildesheim 2021Wahlbeteiligung: 59,0 % 403020100 34,0 %30,1 %15,4 %5,2 %4,9 %4,9 %2,7 %0,9 %0,6 %1,3 % SPDCDUGrüneAfDFDPD.U.fLinkePARTEIGUTiSonst.Gewinne und Verlusteim Vergleich zu 2016 %p 6 4 2 0 −2 −4 −6−1,7 %p−2,6 %p+5,2 %p−4,2 %p+1,9 %p−0,7 %p−0,2 %p+0,4 %p+0,6 %p+0,8 %pSPDCDUGrüneAfDFDPD.U.LinkePARTEIGUTSonst.Anmerkungen:f Die Unabhängigeni GUT für Sarstedt | Sitzverteilung im Kreistag Hildesheim seit 2021Insgesamt 64 Sitze - Linke: 2 - PARTEI: 1 - SPD: 22 - Grüne: 10 - GUT: 1 - FDP: 3 - D.U.: 3 - CDU: 19 - AfD: 3 |

In Artikel 28 des Grundgesetzes ist geregelt, dass Landkreise und Gemeinden eine Vertretungskörperschaft haben, die aus allgemeinen, unmittelbaren, freien, gleichen und geheimen Wahlen hervorgeht. Bei den Landkreisen heißt diese bürgerschaftliche Vertretung Kreistag. Die Kreistagstätigkeit ist keine Berufstätigkeit, sondern wird von den Mandatsträgerinnen und Mandatsträgern neben ihren normalen Berufen und Tätigkeiten ausgeübt. Der Kreistag wird für eine Wahlperiode von 5 Jahren gewählt. Die letzte Wahl fand am 12. September 2021 statt. Die laufende Wahlperiode begann am 1. November 2021 und endet am 31. Oktober 2026. Dem Kreistag des Landkreises Hildesheim gehören neben dem Landrat dann 64 (2011–2016: 62) Kreistagsabgeordnete an.
Nach der Kommunalwahl am 12. September 2021 ergibt sich folgende Sitzverteilung:
| Parteien und Wählergemeinschaften | Parteien und Wählergemeinschaften           | Prozent 2021 | Sitze 2021 | Prozent 2016 | Sitze 2016 | Prozent 2011 | Sitze 2011 | Prozent 2006 | Sitze 2006 | Prozent 2001 | Sitze 2001 |
| --------------------------------- | ------------------------------------------- | ------------ | ---------- | ------------ | ---------- | ------------ | ---------- | ------------ | ---------- | ------------ | ---------- |
| SPD                               | Sozialdemokratische Partei Deutschlands     | 34,0         | 22         | 35,7         | 23         | 39,6         | 25         | 42,4         | 26         | 44,8         | 30         |
| CDU                               | Christlich Demokratische Union Deutschlands | 30,1         | 19         | 33,7         | 21         | 35,6         | 22         | 38,9         | 24         | 40,4         | 27         |
| Grüne                             | Bündnis 90/Die Grünen                       | 15,4         | 10         | 10,2         | 6          | 13,0         | 8          | 6,8          | 4          | 5,4          | 3          |
| AfD                               | Alternative für Deutschland                 | 5,2          | 3          | 9,4          | 6          | –            | –          | –            | –          | –            | –          |
| FDP                               | Freie Demokratische Partei                  | 4,9          | 3          | 3.0          | 2          | 1,6          | 1          | 3,8          | 3          | 3,4          | 2          |
| D.U.                              | Die Unabhängigen                            | 4,9          | 3          | 5,6          | 4          | 4,5          | 3          | 3,7          | 2          | –            | –          |
| Linke                             | Die Linke                                   | 2,7          | 2          | 2,9          | 2          | 2,1          | 1          | –            | –          | –            | –          |
| PARTEI                            | Die PARTEI                                  | 0,9          | 1          | –            | –          | –            | –          | –            | –          | –            | –          |
| GUT                               | Gut für Sarstedt                            | 0,6          | 1          | –            | –          | –            | –          | –            | –          | –            | –          |
| Piraten                           | Piratenpartei Deutschland                   | 0,5          | 0          | –            | –          | 1,6          | 1          | –            | –          | –            | –          |
| IKL                               | Interkulturelle Liga                        | 0,4          | 0          | –            | –          | –            | –          | –            | –          | –            | –          |
| Freie Wähler                      | Freie Wähler                                | 0,4          | 0          | –            | –          | –            | –          | –            | –          | –            | –          |
| Bündnis!                          | Bündnis für Hildesheim                      | –            | –          | –            | –          | 2,0          | 1          | 3,7          | 3          | –            | –          |
| FAMILIE                           | Familien-Partei Deutschlands                | –            | –          | –            | –          | –            | –          | 0,1          | –          | –            | –          |
| REP                               | Die Republikaner                            | –            | –          | –            | –          | –            | –          | –            | –          | 1,3          | –          |
| ÖDP                               | Ökologisch-Demokratische Partei             | –            | –          | –            | –          | –            | –          | –            | –          | 0,4          | –          |
| ZENTRUM                           | Deutsche Zentrumspartei                     | –            | –          | –            | –          | –            | –          | –            | –          | 0,2          | –          |
| WG                                | Wählergruppen                               | –            | –          | –            | –          | –            | –          | –            | –          | 4,1          | 2          |
| EB                                | Einzelbewerber                              | –            | –          | 0,0          | –          | –            | –          | 0,5          | –          | –            | –          |
| Gesamt                            | Gesamt                                      | 100          | 64         | 100          | 64         | 100          | 62         | 100          | 62         | 100          | 64         |
| Wahlbeteiligung in Prozent        | Wahlbeteiligung in Prozent                  | 59,0         | 59,0       | 57,6         | 57,6       | 53,8         | 53,8       | 52,3         | 52,3       | 58,7         | 58,7       |

- Wählergruppen, da sich das Ergebnis von 2001 nicht auf einzelne Wählergruppen aufschlüsseln lässt.
- Neben den gewählten Kreistagsabgeordneten gehört der Landrat dem Kreistag an.

### Verwaltung

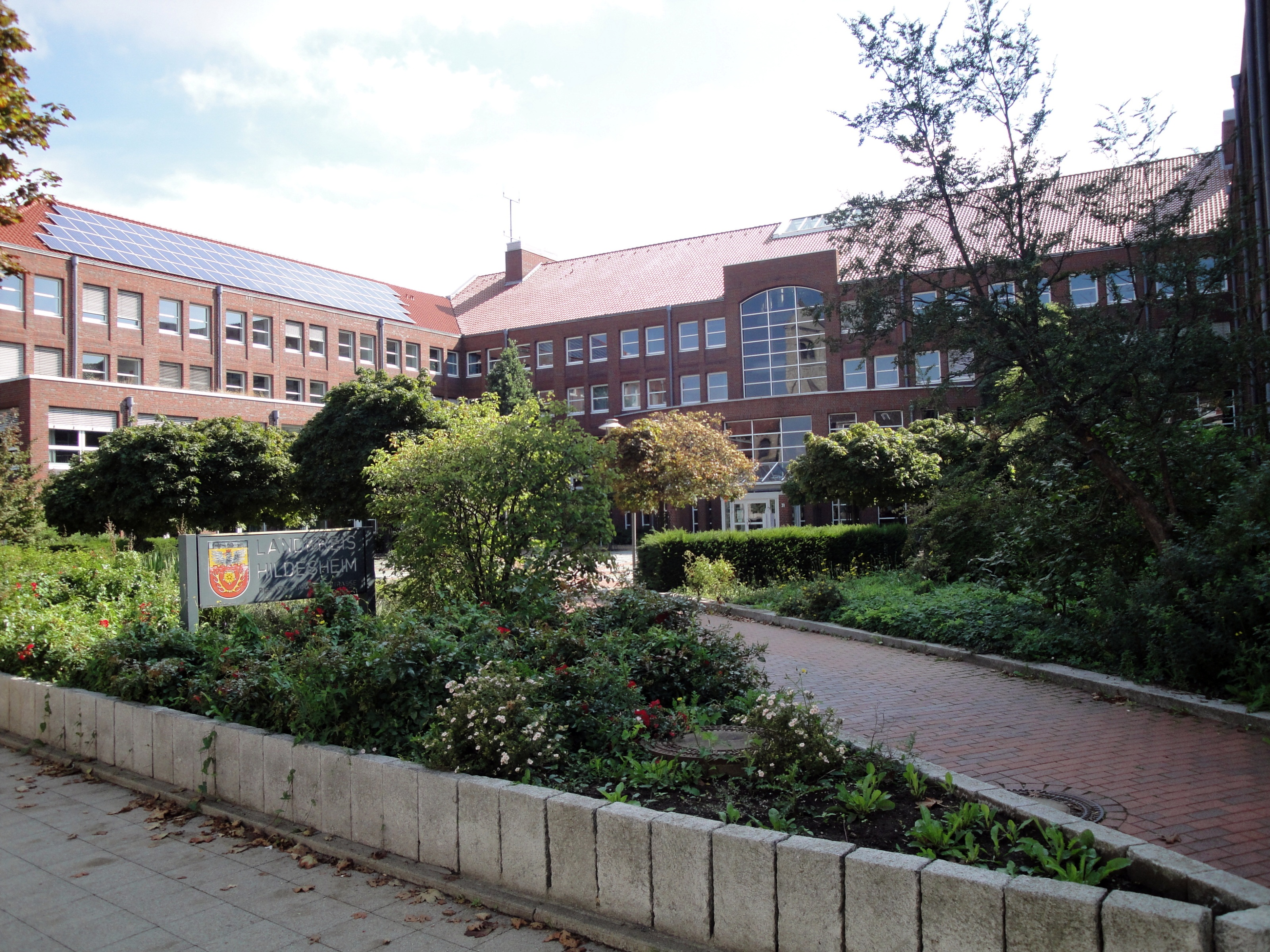
Kreishaus in Hildesheim

Bernd Lynack wurde 2021 zum hauptamtlichen Landrat des Landkreises Hildesheim gewählt. Er hat Organstellung und gehört gleichzeitig den anderen Organen Kreisausschuss (als Vorsitzender) und Kreistag (als stimmberechtigtes Mitglied) an.
Die Kreisverwaltung ist in vier Dezernate und 23 Ämter mit derzeit etwa 1250 Mitarbeiterinnen und Mitarbeitern gegliedert.

### Wappen
Das Wappen wurde am 1. August 1979 genehmigt.
| Wappen von Landkreis Hildesheim | Blasonierung: „In Gold und Rot durch erhöhten Zinnenschnitt geteilt; oben einen wachsenden rot gekrönten und bewehrten schwarzen Adler, unten ein goldenes Geweih des Zwölfender-Kronenhirsches auf der Herzstelle eine silbern bebutzte goldene Rose.“ |
| Wappen von Landkreis Hildesheim | Wappenbegründung: Die Elemente des Wappens sind unter anderem der halbe, steigende Adler aus dem Wappen der Stadt Hildesheim, die Rose verweist auf den 1000-jährigen Rosenstock am Hildesheimer Dom und das Hirschgeweih ist abgeleitet aus den alten Kreiswappen der in den Kreis Hildesheim aufgegangenen Kreise Alfeld und Hildesheim-Marienburg, die einen Hirsch bzw. einen Hirschkopf enthielten. Die Farben Gold und Rot sind die traditionellen Farben des Bistums und der Stadt Hildesheim. |

### Flagge
Die Flagge des Landkreises zeigt in zwei gleichen breiten Querstreifen die Farben Gelb und Rot und darin, etwas zur Stange verschoben, das Kreiswappen. Die Flagge des Landkreises wird auch in Form eines Banners geführt.

## Wirtschaft, Verkehr, Infrastruktur

### Wirtschaft
Neben einem vielfältigen Mittelstand haben auch bedeutende Industrieunternehmen mit Weltruf im Landkreis Hildesheim ihren Sitz. Kernkompetenzen des Wirtschaftsstandorts konzentrieren sich auf die Bereiche Automobilzulieferer, Logistik/Distribution/Verkehr, Maschinenbau, Elektrotechnik/Elektronik, Papiererzeugung/-verarbeitung sowie aufgrund des fruchtbarsten deutschen Bodens der Hildesheimer Börde die Landwirtschaft. Die größten Wirtschaftsstandorte sind die Städte Hildesheim, Alfeld, Sarstedt, Bad Salzdetfurth, Bockenem, Elze, Gronau und die Gemeinde Harsum.
Bedeutende Unternehmen der Region sind unter anderem Robert Bosch Car Multimedia, KSM Castings Group, Optimal Personal & Organisation, Petrofer Chemie H.R. Fischer, St. Bernward Krankenhaus, Sparkasse Hildesheim, Kelvion PHE, WABCO, Landré, Meteor Elastomer Solutions, Fagus-GreCon und Sappi
Die Kaufkraftkennziffer je Einwohner in der Region Hildesheim liegt bei 104,2 (BRD = 100, Stand 2004). Es gibt 6681 Betriebe mit sozialversicherungspflichtig Beschäftigten (2002), davon gehören 22,3 % zum produzierenden Gewerbe, 82,6 % zum Dienstleistungssektor, 4,1 % zur Land-/Forst-/Fischereiwirtschaft.
Im Zukunftsatlas 2016 belegte der Landkreis Hildesheim Platz 248 von 402 Landkreisen, Kommunalverbänden und kreisfreien Städten in Deutschland und zählt damit zu den Regionen mit „ausgeglichenem Chancen-Risiko Mix“ für die Zukunft.

### Verkehr
Durch das Kreisgebiet verlaufen die Bundesautobahn 7 (Hannover–Kassel) sowie die Bundesstraßen B 1 (Hameln–Hildesheim–Braunschweig), B 3 (Hannover–Alfeld), B 6 (Hannover–Hildesheim–Goslar), B 240 (Gronau–Eschershausen), B 243 (Hildesheim–Seesen), B 444 (Peine–Grasdorf) und B 494 (Hildesheim–Peine).
Die ICE-Schnellfahrstrecke Hannover–Würzburg durchzieht den Landkreis und ist durch die Gebirgslage im Südkreis durch viele Tunnel und Brücken geprägt. Durch die Hildesheimer Schleife ist Hildesheim an diese Strecke angebunden. Über die Bahnstrecke Hildesheim–Braunschweig besteht eine ICE-Direktverbindung nach Berlin und Braunschweig sowie nach Frankfurt Hbf bzw. Frankfurt Flughafen und in die Schweiz. Außerdem verkehren einzelne ICE-Züge zwischen Hamburg und Süddeutschland durch den Landkreis und halten in Elze und Alfeld (s.a Liste der Intercity-Express-Linien).
Im Landkreis Hildesheim gab es als letztem Landkreis in Niedersachsen keinen Verkehrsverbund im öffentlichen Personennahverkehr, seit 2019 übernimmt der Tarifverbund Rosa diese Aufgabe, gilt aber nur im Busverkehr und auf der Zuglinie zwischen Hildesheim und Bodenburg. Die Stadt Hildesheim ist ein überregionaler Verkehrsknotenpunkt.
Folgende stündliche verkehrende SPNV-Linien führen durch den Landkreis Hildesheim:
| Linie | Verlauf                                                                                       | Derzeitiger Betreiber              |
| ----- | --------------------------------------------------------------------------------------------- | ---------------------------------- |
| RE2   | (Uelzen – Celle –) Hannover Hbf – Sarstedt – Elze – Alfeld – Northeim – Göttingen             | Metronom                           |
| RE10  | Hannover Hbf – Sarstedt – Hildesheim Hbf – Hildesheim Ost – Derneburg – Goslar – Bad Harzburg | Erixx                              |
| RE50  | Hildesheim Hbf – Hoheneggelsen – Braunschweig Hbf – Wolfsburg                                 | Metronom (Enno)                    |
| RB77  | Hildesheim Hbf – Emmerke – Nordstemmen – Elze – Hameln – Bünde(Westf)                         | Regionalverkehre Start Deutschland |
| RB79  | Hildesheim Hbf – Hildesheim Ost – Groß Düngen – Bad Salzdetfurth – Bodenburg                  | Regionalverkehre Start Deutschland |
| S3    | Hildesheim Hbf – Harsum – Algermissen – Lehrte – Hannover Hbf                                 | Transdev Hannover                  |
| S4    | Hildesheim Hbf – Emmerke – Barnten – Sarstedt – Laatzen – Hannover Hbf – Bennemühlen          | Transdev Hannover                  |

Die S-Bahn Hannover verkehrt auf zwei Linien von Hildesheim nach Hannover, die S 3 über Harsum, Algermissen und Lehrte sowie die S 4 über Sarstedt und Laatzen. Das Unternehmen Regionalverkehre Start Deutschland verbindet in Ost-West-Richtung Hameln über Hildesheim mit Bodenburg (Bad Salzdetfurth). Auf der Hannöverschen Südbahn verkehren Metronom-Züge von Hannover über Elze, Alfeld und Freden nach Göttingen. Im östlichen Kreis halten Regionalzüge vom Metronom unter dem Markennamen enno auf der Linie Hildesheim–Braunschweig–Wolfsburg auch in Hoheneggelsen.
Von Sarstedt verkehrt die Linie 1 der Stadtbahn Hannover über Laatzen nach Hannover und Langenhagen.
Der Busverkehr im Landkreis wird durch die Regionalverkehr Hildesheim und die Stadtverkehr Hildesheim betrieben.
Der Stichkanal Hildesheim verbindet den Mittellandkanal mit dem Hildesheimer Hafen.

### Gesundheitswesen
| Krankenhaus | Sitz             | 2003 | 2004 | 2005 | 2006 | 2007 | 2008 | 2009 | 2010 | 2011 | 2012 | 2013 |
| --- | ---------------- | ---- | ---- | ---- | ---- | ---- | ---- | ---- | ---- | ---- | ---- | ---- |
| Helios Klinikum Hildesheim | Hildesheim       | 603  | 570  | 555  | 555  | 535  | 535  | 535  | 535  | 535  | 498  | 541  |
| St. Bernward Krankenhaus | Hildesheim       | 535  | 524  | 524  | 524  | 524  | 524  | 524  | 524  | 524  | 524  | 524  |
| AMEOS Klinikum Hildesheim Klinik für Psychiatrie und Psychotherapie sowie Kinder- und Jugendpsychiatrie (bis September 2007 Niedersächsisches Landeskrankenhaus Hildesheim) | Hildesheim       | 338  | 338  | 338  | 334  | 334  | 334  | 334  | 334  | 334  | 339  | 314  |
| AMEOS Klinikum Alfeld zuvor Kreis- und Stadtkrankenhaus Alfeld; 2004–2007 als Leinebergland-Kliniken zur ProDiako-Holding                                                   | Alfeld           | 224  | 204  | 204  | 179  | 179  | 172  | 169  | 167  | 167  | 156  | 151  |
| Johanniter-Krankenhaus Gronau 2004–2007 als Leinebergland-Kliniken zur ProDiako-Holding                                                                                     | Gronau           | 137  | 137  | 137  | 137  | 123  | 117  | 117  | 117  | 117  | 117  | 117  |
| Lungenklinik Diekholzen bis 2008 Kreiskrankenhaus Diekholzen | Diekholzen       | 123  | 123  | 112  | 107  | 101  | 92   | 86   | 86   | 78   | 73   | 73   |
| Klinik Hildesheimer Land zuvor Salze Klinik I Bad Salzdetfurth (Lielje-Gruppe); seit 2010 zum Klinikverbund der Rhön-Klinikum AG                                            | Bad Salzdetfurth | 30   | 30   | 25   | 25   | 25   | 25   | 25   | 25   | 25   | 25   | 25   |
| | Gesamt           | 1990 | 1926 | 1895 | 1861 | 1821 | 1799 | 1790 | 1788 | 1780 | 1732 | 1746 |

### Kultur
Seit 1999 gibt es das KulturBüro zur Vernetzung, Förderung und Publizierung. 2005 entstand das NetzWerk Kultur & Heimat Börde Leinetal welches Projekte in der Region initiier und begleitet. Im Internet entstand das  Kulturinformationssystem kulturium als virtuelles Nachschlagewerk der kulturellen Infrastruktur der Region.

### Feuerwehr
Der Landkreis Hildesheim unterteilt sich in fünf Brandabschnitte (Nord / Süd / West / Ost / Mitte).

Er unterhält in Groß Düngen eine Feuerwehrtechnische Zentrale, eine Integrierte Regionalleitstelle (IRLS) in Hildesheim und einen ABC-Zug bei Katastrophen und größeren Unglücksfällen sowie einen Versorgungszug (Unterbringung, Verpflegung, Materialerhaltung, Transporte).

Die Feuerwehrbereitschaften des Landkreises unterstützen u. a. bei Hochwassern der Elbe (2002, 2006, 2013) und der Innerste (2013, 2017).

### Sport
Fußball:  Der VfV Borussia 06 Hildesheim spielt in der Saison 22/23 in der Regionalliga Nord.
Handball: In der Saison 22/23 spielen die Mannschaften der Sportfreunde Söhre v. 1947 e. V. und der HC Eintracht Hildesheim in der 3. Handball-Bundesliga. Die Mannschaft der Sportfreunde Söhre richtet die Spiele in der Gemeinde Diekholzen aus. HC Eintracht Hildesheim spielt in Hildesheim.
Volleyball: Die Mannschaft Helios Grizzlys Giesen spielt in der Saison 22/23 in der 1. Bundesliga; Heimspielort: Hildesheim.

### Schutzgebiete
Im Landkreis befinden sich neben Landschaftsschutzgebieten und Naturdenkmalen 29 ausgewiesene Naturschutzgebiete (Stand Februar 2017).

## Kfz-Kennzeichen
Am 1. Juli 1956 wurde der kreisfreien Stadt Hildesheim und dem Landkreis Hildesheim-Marienburg bei der Einführung der bis heute gültigen Kfz-Kennzeichen das Unterscheidungszeichen HI zugewiesen. Es wird im Landkreis Hildesheim durchgängig bis heute ausgegeben.
Bis in die 1990er Jahre erhielten Fahrzeuge aus dem Altkreis Alfeld (Leine) Kennzeichen mit den Buchstabenpaaren NA bis PZ und den Zahlen von 1 bis 99, später auch 100 bis 999.
Seit dem 15. November 2012 ist aufgrund der Kennzeichenliberalisierung zudem das Unterscheidungszeichen ALF (Alfeld) erhältlich.